# Marco Banderas
Marco Banderas (Montevideo, 13 de febrer de 1967) és un actor i director pornogràfic espanyol, d'origen uruguaià.
Va començar treballant com a cantant a Espanya durant 15 anys, principalment en orquestres a les festes majors d'estiu. Va debutar en el porno a la sala de festes Bagdad fent tres passades per nit durant 2 anys amb la seva actual esposa, Lisa Lee (també coneguda com a Lisa De Marco). Posteriorment, va rodar diverses escenes per a les companyies Private i Harmony. Va estar treballant a Espanya en el cinema per a adults i posteriorment als Estats Units.
A més de l'actuació, Marco Banderas ha dirigit diverses pel·lícules. D'ençà que Marco va arribar als Estats Units en el 2003 fins ara, ha protagonitzat més de 3.000 pel·lícules. És el protagonista principal de la pel·lícula The Four on interpreta al rei Xerxes, li acompanyen en aquesta pel·lícula estrelles com: Brea Bennet, Renee Pérez, Cassidey i Jana Jordan.
Està casat amb la també actriu pornogràfica Lisa Lee, amb qui fa 12 anys que viu. Banderas porta un tatuatge que diu "I love Fiona" i un cor en la part de l'apèndix.

## Premis AVN[calcitació]

### Nominacions
- 2008: AVN for Male Performer of the Year
- 2008: AVN Best Group Sex Scene - Video; Naked Aces 2. Amb Jesse Jane, Rebeca Linares i Brianna Love.
- 2008: AVN for Best Anal Sex Scene - Video; Nina Hartley’s Guide to Porn Star’s Sex Secrets
- 2008: AVN For Best Three-way Sex Scene; Top Guns 6. Amb Lorelei Lee and Missy Monroe.

### Premis
- 2008: AVN director for Best Ethnic-Themed Release